# Lohme (Ilm)
Die Lohme ist ein etwa 5,5 Kilometer langer Nebenfluss der Ilm am Nordrand des Thüringer Waldes zwischen Langewiesen und Gehren östlich von Ilmenau.

## Verlauf
Die Lohme entspringt östlich des 774 Meter hohen Kienbergs bei Oehrenstock in der Sachsenpfütze, einem Teil der Wüstung Dorfstelle Sachsendorf. Ihr Tal erstreckt sich in östlicher Richtung; am Oberlauf befinden sich einige Teiche sowie das ehemalige Ausflugslokal Kranichsruh. Nördlich des Tals liegt der 588 Meter hohe Große Tragberg und südlich der 689 Meter hohe Hexenstein. Im mittleren Teil des Lohmetals quert die Schnellfahrstrecke Nürnberg–Erfurt den Fluss mit der Lohmetalbrücke. Wenig östlich dieser Brücke öffnet sich das Tal der Lohme, hier tritt sie aus dem Thüringer Wald aus. Ihre Talsenke wird von der Bundesstraße 88 und der früheren Bahnstrecke Ilmenau–Großbreitenbach gequert. Unterhalb speist die Lohme zahlreiche kleinere Teiche, die zum Naturschutzgebiet Pennewitzer Teiche und Unteres Wohlrosetal gehören. Hier schwenkt die Fließrichtung von Ost auf Nord um und umgeht so die Stadt Gehren. Im unteren Lohmetal befinden sich erneut einige Teiche, bevor sie nahe dem Langewiesener Klärwerk an der Pappmühle von rechts in die Ilm einmündet. Die Mündungshöhe beträgt 431 Meter.